# Le Bœuf sur le toit (Lons)
Pour les articles homonymes, voir Le Bœuf sur le toit (homonymie).
Le Bœuf sur le toit est une salle de spectacles consacrée au spectacle vivant, qui est située à Lons-le-Saunier (Jura), conçue et réalisée par l'architecte Didier Chalumeau.

## Historique
La ville de Lons-le-Saunier délègue depuis 2018 la gestion de l'équipement à l’association Prod'ij.

## Description
Cet équipement culturel est composé de salles de spectacle vivant, de studios, d'hébergements et de bureaux, notamment :
- la grande salle qui est d'une capacité modulable de 336 (configuration assise) à 900 places (configuration debout) pour une scène de 110 m2 ;
- la salle café-concert (avec un bar), Le Darius Club, qui est d'une capacité de 230 personnes (debout) ;
- cinq studios de répétition.

Sur le site sont également hébergés : L’Emma ; la salle de l'Amuserie ; la compagnie « Théâtre Group' » ; l'atelier de l'Exil ; les bureaux de la Fraka, la Fédération régionale des foyers ruraux.